# Wiesława Lenartowicz
Wiesława Lenartowicz (ur. 12 sierpnia 1926 w Radomiu, zm. 12 grudnia 2018) – polska ogrodniczka, posłanka na Sejm PRL III kadencji.

## Życiorys
Uzyskał wykształcenie wyższe, z zawodu inżynier ogrodnik. W 1951 rozpoczęła pracę w Instytucie Sadownictwa w Skierniewicach, gdzie była adiunktem i wieloletnią kierowniczką Zakładu Przetwórstwa. Organizowała badania nad przydatnością owoców dla przetwórstwa, a także najnowocześniejsze w tych czasach zaplecze badawcze w tej dziedzinie. W 1961 uzyskała mandat posła na Sejm PRL z okręgu Tomaszów Mazowiecki, była posłanką bezpartyjną. W trakcie kadencji zasiadała w Komisji Rolnictwa i Przemysłu Spożywczego, w której pełniła funkcję zastępcy przewodniczącego.
Została pochowana na cmentarzu parafialnym w Skierniewicach.